# Epithemia turgida
Epithemia turgida is een soort uit het geslacht Epithemia. De soort werd oorspronkelijk beschreven door Friedrich Traugott Kützing in 1844.